# Lofotrocozous
Els lofotrocozous  (Lophotrochozoa) o espirals (Spiralia) són un dels grans grups d'animals protostomats. Inclou un total de vuit embrancaments.
Aquesta agrupació sorgeix després dels estudis moleculars i els mètodes cladístics utilitzats en l'actualitat. No tots els zoòlegs estan d'acord amb aquestes "noves classificacions" del regne animal.
En els quatre primers embrancaments hi ha grups que produeixen larves trocòfores, que tenen dues bandes de cilis al voltant de la zona medial. Amb anterioritat van ser tractats junts com trocozous (Trochozoa), juntament amb artròpodes, que no tenen aquest tipus de larva, però que van ser considerats parents pròxims dels anèl·lids (que sí que tenen larves trocòfores) perquè ambdós estan segmentats. No obstant això, mostren un gran nombre d'importants diferències i els artròpodes es col·loquen ara entre els ecdisozous (Ecdysozoa).
Els altres quatre embrancaments comparteixen la presència d'un lofòfor, una corona de tentacles ciliats que envolten la boca i se'ls coneix amb el nom de lofoforats (Lophophorata). A diferència dels altres embrancaments, tenen segmentació radial, i alguns autors els consideren deuteròstoms; però anàlisi cladístiques basats en l'ARN els apropen als trocozous. Les relacions filogenètiques dels diferents embrancaments no estan encara clares. A més, sembla que ni els lofoforats ni els trocozous són grups monofilètics, sinó que apareixen barrejats entre si en moltes anàlisis cladístiques.
Els platihelmints i formes afins formen un clade denominat platizous (Platyzoa), estretament relacionat amb els lofotrocozous i per tant, de vegades s'inclouen en ells.
El nom Spiralia (espirals) ha estat també usat per a designar aquest extens grup, ja que inclou tots els animals amb segmentació espiral de l'ou.